# Olea tetragonoclada
Espèce
Classification phylogénétique
 Olea tetragonoclada L. C. Chia (en langue chinoise translittérée : fang zi mu xi lan) est une espèce de plantes à fleurs de la famille des Oleaceae et du genre Olea. C'est un arbuste qui pousse en Chine.

## Description

### Appareil végétatif
C'est un arbuste de 1,2 à 6 m de hauteur. Les petites branches, les pédoncules et les pédicelles ont quadrangulaires, pubérulents. Le pétiole mesure 1 à 3 mm, pubescents. Le limbe de la feuille est elliptique à oblong, mesurant 2,5 à 6 cm par 0,7 à 2 cm, coriace et pubérulent. La base est cunéiforme ou obtuse, la marge est entière. L'apex est obtus et parfois rétus. Les nervures primaires sont au nombre de 7 à 8 de chaque côté de la nervure centrale, sombre.

### Appareil reproducteur
Les panicules floraux sont terminaux ou axillaires, de 0,7 à 2 cm. Les fleurs sont bisexuées. Le pédicelle mesure entre 0 et 2 m. Le calice ne dépasse pas 1 mm, pubescent. La corolle est jaunâtre, de 2 à 2,5 mm. Le tube mesure 1 à 1,5 mm, les lobes ovales de 0,7 à 1 mm.
Les fruits sont des drupes, pruineuses, ellipsoïdes de 8 à 10 mm par 5 à 8. La floraison a lieu en mai, la fructification en décembre.

### Répartition géographique et habitat
On trouve l'espèce eb Asie tempérée en Chine dans la région autonome du Guangxi.
La plante pousse dans les fourrés, les forêts humides et denses, et les sommets de montagnes calcaires, de 900 à 1000 m.

## Utilisations
C'est un arbuste décoratif. Cette espèce intéresse les créateurs de bonsaïs.

## Sources
Pour des articles plus généraux, voir Oleaceae et Olea.